# Čarli Braun
Čarli Braun je izmišljeni lik i glavni junak stripa Peanuts, odnosno crtanog filma Čarli Braun i Snupi šou. Osmislio ga je Čarls M. Šulc.

## Lik
Čarli Braun je dopadljivi gubitnik dečak koji poseduje beskrajnu odlučnost i nadu, ali koga uvek nadvladaju sopstvene nesigurnosti., "stalna žrtva loše sreće" i često iskorišćen od strane svojih vršnjaka. Ovo se najbolje oslikava u istoriji njegovog bejzbol tima.

## Poznati izrazi
| Engleski | Srpski                                                                 |
| -------- | ---------------------------------------------------------------------- |
|          | Dobra žalost! (doslovno)                                               |
|          | Zbog čega ja ne mogu da imam normalnog [običnog] psa kao i svi ostali? |
|          | Ne mogu to da podnesem                                                 |
| ili      | AAAAARRRRRRGH! ili AAAAAUUUUGGGHHH!.                                   |
|          | Pacovi!                                                                |
|          | Nekako, nikada mi nije (potpuno) jasno šta se dešava...                |
|          | Čovekov najbolji prijatelj. Ha!                                        |

Najpoznatiji izraz Čarlija Brauna, Good grief! dospeo je na 18. mesto u emisiji The 100 Greatest TV Quotes and Catchphrases (100 najboljih TV izraza) na TV Land.

## Spoljašnje veze
- (jezik: engleski)